# Cyclosa okumae
Cyclosa okumae Tanikawa, 1992 è un ragno appartenente alla famiglia Araneidae.

## Etimologia
Il nome proprio della specie è in onore del professore giapponese Chiyoko Okuma, dell'Università di Kyushu

## Caratteristiche
L'olotipo femminile e i paratipi rinvenuti sono di dimensioni: cefalotorace lungo 1,60-1,88mm, largo 1,23-1,50mm; opistosoma lungo 3,30-3,68mm, largo 2,02-2,44mm.

## Distribuzione
La specie è stata reperita in Russia, Corea e Giappone. Le località giapponesi sono: il monte Tachibanayama, presso Fukuoka-shi, nella prefettura di Fukuoka (olotipo) e Kamishihoro-cho, presso Kato-gun, nella prefettura di Hokkaidō (paratipo).

## Tassonomia
Al 2014 non sono note sottospecie e dal 2009 non sono stati esaminati nuovi esemplari.